# Esiliiga
De Esiliiga is de op één na hoogste voetbalklasse in Estland. De competitie werd opgericht in 1992. Er nemen tien clubs deel aan de competitie. 

## Geschiedenis
Tot 2020 speelden tien clubs vier keer tegen elkaar in 36 speelrondes. Door de coronacrisis werd er in het seizoen van 2021 eerst driemaal tegen elkaar gespeeld in 27 speelrondes, waarna de competitie wordt opgedeeld in een promotiegroep van zes teams en een degradatiegroep van vier teams. Hierin speelden de clubs nog een keer tegen elkaar. De kampioen promoveerde, na 32 wedstrijden, naar de Meistriliiga, terwijl de nummer twee promotie-/degradatiewedstrijden speelde tegen de nummer negen van de Meistriliiga. De laatste twee teams degradeerden naar de Esiliiga B, terwijl de nummer zeven promotie-/degradatiewedstrijden speelde tegen de nummer drie van de Esiliiga B. Sinds 2022 wordt het format van de jaren daarvoor weer aangehouden. Tweede elftallen kunnen niet promoveren.
Het belofte-elftal van FCI Levadia Tallinn is recordkampioen met zeven titels. Het kan echter niet promoveren, aangezien het eerste elftal in de Meistriliiga speelt.
In het jaar 2021 eindigde Maardu Linnameeskond eerste in de competitie. Echter was promotie dat jaar weggelegd voor JK Kalev Tallinn, na enkele play-off wedstrijden. Maardu hield na dat seizoen op te bestaan.
In 2022 werd Harju JK voor het eerst kampioen van deze competitie. Hierdoor was de club voor het eerst in haar geschiedenis actief op het hoogste niveau. De club degradeerde direct maar wist in 2024 wederom kampioen te worden en te promoveren.

## Deelnemende clubs 2025
| Club                | Plaats    | Stadion                        | Capaciteit |
| ------------------- | --------- | ------------------------------ | ---------- |
| FC Elva             | Elva      | Elva linnastaadion             | 600        |
| Flora II            | Tallinn   | FC Flora Lilleküla staadion    | 200        |
| Harju JK Laagri     | Laagri    | Laagri kunstmurustaadion       | 1.000      |
| Kalev Tallinn II    | Tallinn   | Kalevi Keskstaadion            | 12.000     |
| Levadia II          | Tallinn   | Maarjamäe staadion             | /          |
| Nõmme United        | Nõmme     | Männiku staadion               | 500        |
| JK Tammeka Tartu-II | Tartu     | Tamme Staadion                 | /          |
| FC Tallinn          | Tallinn   | Lasnamäe SPK kunstmurustaadion | 264        |
| Tartu Welco         | Tartu     | Tartu Annelinna kunstmuru      | 500        |
| Viimsi JK           | Haabneeme | Viimsi Stadion                 | 2.000      |

## Kampioenen
| Seizoen | Club                          |
| ------- | ----------------------------- |
| 1992    | Kreenholm Narva (1)           |
| 1992/93 | JK Tervis Pärnu (1)           |
| 1993/94 | JK Vaprus Pärnu (1)           |
| 1994/95 | (Noord) JK Dünamo Tallinn (1) |
| 1995/95 | (Zuid) Lelle SK (2)           |
| 1995/96 | FC Norma Tallinn (1)          |
| 1996/97 | JK Dünamo Tallinn (2)         |
| 1997/98 | JK Vall Tallinn (1)           |
| 1998    | FC Levadia Maardu (1)         |
| 1999    | FC Kuressaare (1)             |
| 2000    | FC Maardu (1)                 |
| 2001    | FC Pärnu Levadia (1)          |
| 2002    | FC Warrior Valga (1)          |
| 2003    | FC Lootus (1)                 |
| 2004    | JK Maag Tammeka Tartu (1)     |
| 2005    | JK Vaprus Pärnu (2)           |
| 2006    | FC Levadia II Tallinn (2)     |
| 2007    | FC Levadia II Tallinn (3)     |
| 2008    | FC Levadia II Tallinn (4)     |
| 2009    | FC Levadia II Tallinn (5)     |
| 2010    | FC Levadia II Tallinn (6)     |
| 2011    | JK Kalev Tallinn (1)          |
| 2012    | FC Infonet (1)                |
| 2013    | FC Levadia II Tallinn (7)     |
| 2014    | Flora II Tallinn (1)          |
| 2015    | Flora II Tallinn (2)          |
| 2016    | JK Tulevik Viljandi (1)       |
| 2017    | Maardu Linnameeskond (2)      |
| 2018    | Maardu Linnameeskond (3)      |
| 2019    | Tallinna JK Legion (1)        |
| 2020    | Pärnu JK Vaprus (3)           |
| 2021    | Maardu Linnameeskond (4)      |
| 2022    | Harju JK (1)                  |
| 2023    | Nõmme United (1)              |
| 2024    | Harju JK (2)                  |